# Японска мишка
Японската мишка (Apodemus speciosus) е вид бозайник от семейство Мишкови (Muridae). Видът е незастрашен от изчезване.

## Разпространение
Разпространен е в Русия и Япония.

## Описание
Теглото им е около 43,8 g.
Продължителността им на живот е около 5,3 години. Популацията на вида е стабилна.